# Phronia jugata
Phronia jugata är en tvåvingeart som beskrevs av Ostroverkhova 1979. Phronia jugata ingår i släktet Phronia och familjen svampmyggor. Inga underarter finns listade i Catalogue of Life.